# Стефан Анастасов
Стефан Анастасов (Атанасов), с псевдоними Алябак и Хаджията, е български военен деец.

## Биография
Роден е в град Струга, тогава в Османската империя, днес в Северна Македония. При избухването на Балканската война в 1912 година Стефан Анастасов е войвода на Кичевската чета на Македоно-одринското опълчение.
| Кичевска чета на МОО с командир Стефан Анастасов | Кичевска чета на МОО с командир Стефан Анастасов | Кичевска чета на МОО с командир Стефан Анастасов | Кичевска чета на МОО с командир Стефан Анастасов | Кичевска чета на МОО с командир Стефан Анастасов | Кичевска чета на МОО с командир Стефан Анастасов |
| Номер                                            | Име                                              | Години                                           | Околия                                           | Селище                                           | Бележки                                          |
| ------------------------------------------------ | ------------------------------------------------ | ------------------------------------------------ | ------------------------------------------------ | ------------------------------------------------ | ------------------------------------------------ |
|                                                  | Джико Алексиев                                   |                                                  | Кичевско                                         | Козица                                           |                                                  |
|                                                  | Ефто                                             |                                                  | Дебърско                                         | Гари                                             |                                                  |
|                                                  | Иван (Дядо Иван)                                 |                                                  | Дебърско                                         | Гари                                             |                                                  |